# Penisola Gazelle
La penisola Gazelle è un'ampia penisola nel nordest della Nuova Britannia, provincia della Nuova Britannia Est. Il nome le fu dato da von Schleinitz, al comando della fregata prussiana Gazelle che durante un viaggio di circumnavigazione del globo la esplorò nel 1875. Nel diciannovesimo secolo vi sorsero alcuni insediamenti tedeschi ed ancor oggi è tra le zone più popolate dell'isola, dove si parla la lingua kuanua.
Alla sua estremità si trova la caldera di Rabaul.